# Dům U První reduty
Dům U První reduty (též Dům U Reduty) je nárožní dům v blízkosti Staronové synagogy v Pařížské ulici v Praze.

## Historie
Dům byl zbudován v letech 1905 – 06 podle návrhu architektů Bedřicha Bendelmayera a Karla Mandy. V roce 1908 v něm pak byl doinstalován elektrický osobní výtah.

## Architektura
Fasáda kombinuje prvky historismu a secese. Dům je šestipatrový a kromě parteru, který měl sloužit pro komerční účely, byl celý koncipován jako obytný. Nápadným prvkem exteriéru jsou polygonální arkýře na nárožích, zakončené vížkami. Fasáda má bohatou štukovou výzdobu, zejména například tympanony nad okny ve 2. patře. Uvnitř tympanonů jsou plastiky hlav v brnění s hledím a vavřínovými listy kolem. Nad okny 3. patra je pak výrazná konzolová římsa.
V interiéru se zachovaly některé umělecko-řemeslné prvky, např. mramorové obklady (ve vestibulu i v dalších prostorech domu) nebo dveře s vyřezávanými nástavci zárubní s reliéfními pohledy na Prahu.